# Der Geisterseher (1988)
Der Geisterseher ist ein deutsches Fernseh-Filmdrama des Regisseurs Rainer Bär aus dem Jahr 1988 mit Götz Schubert in der Hauptrolle. Die Literaturverfilmung basiert auf dem gleichnamigen Romanfragment von Friedrich Schiller. Die Erstausstrahlung erfolgte am 3. April 1988 auf dem Sender DDR 1.

## Handlung
Der Film hält sich eng an das Romanfragment von Friedrich Schiller, das von einem Prinz erzählt, der manipuliert wird und auf eine hinterhältige Intrige hereinfällt. Die ausführliche Handlung ist im Werkartikel Der Geisterseher aufgeführt. 

## DVD-Veröffentlichung
- Der Geisterseher (DDR TV-Archiv) , OneGate Media GmbH, FSK 12, Laufzeit: ca. 94 Minuten, Erscheinungstermin: 12. Oktober 2018.